# Подбрезје
Подбрезје (словен. Podbrezje) је насељено место у општини Накло, Горењска регија, Словенија.

## Историја
До територијалне реорганизације у Словенији било је у саставу старе општине Крањ.

## Становништво
У попису становништва из 2011. године, Подбрезје је имало 788 становника.
| Број становника према пописима | Број становника према пописима | Број становника према пописима |
| ------------------------------ | ------------------------------ | ------------------------------ |
| 1991                           | 2002                           | 2011                           |
| 710                            | 739                            | 788                            |

Напомена: Године 1953. настала спајањем насеља Бритоф, Долења вас, Подтабор и Средња вас, која су укинута.

## Галерија
- унутрашњост цркве Свети Јаков
- римокатоличка црква „Свети Бенедикт“ и „Марија од седам жалости“ у засеоку Подтабор
- пејзаж
- река Тржишка Бистрица на току кроз насеље
- табла на улазу